# Hannah Beachler
Hannah Beachler, född 1 oktober 1970 i Centerville i Ohio, är en amerikansk scenograf.
Vid Oscarsgalan 2019 blev Beachler den första afroamerikanska kvinnan att vinna en Oscar för bästa scenografi. Hon prisades för sitt arbete på Marvel-filmen Black Panther (2018). Beachler har tidigare arbetat med långfilmer som Fruitvale Station (2013), Creed (2015), och Moonlight (2016). Hon har även samarbetat med Beyoncé vid flera tillfällen.